# 聖馬爾谷教堂 (札格瑞布)

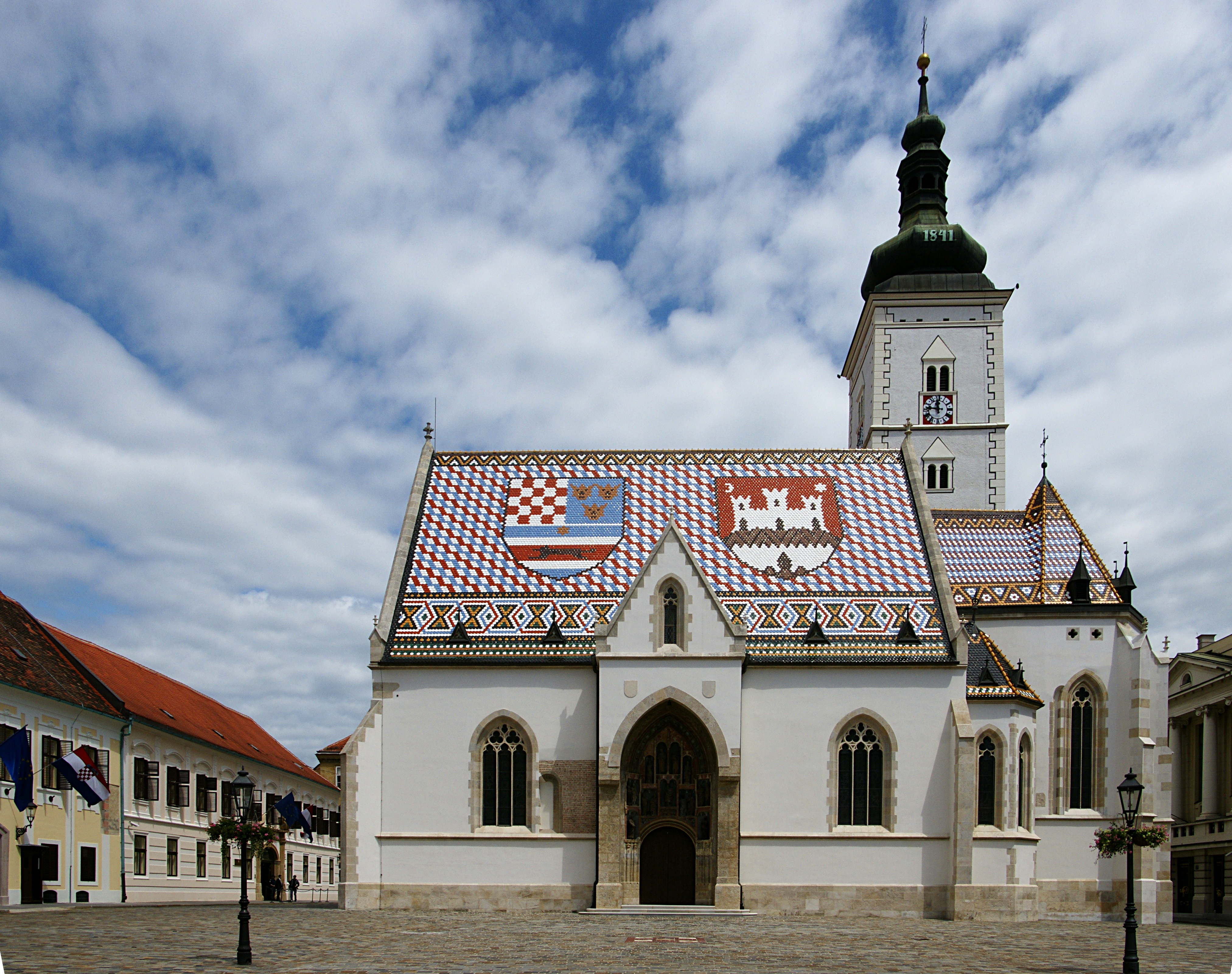
聖馬爾谷教堂

聖馬爾谷教堂是位於克羅埃西亞首都札格瑞布聖馬可廣場的一座天主教的教堂。修建當時為羅馬式建築，14世紀時期禮拜堂和拱頂改為哥特式建築。教堂屋頂上繪有克羅埃西亞王國和扎格瑞布的徽章。